# Carl Zeiss
Carl Zeiss, nemški optik in podjetnik, * 11. september 1816, Weimar, Nemčija, † 3. december 1888, Jena, Nemčija.
Danes je njegovo ime v svetu znano predvsem po podjetju, ki ga je ustanovil (Carl Zeiss AG). Poleg tega pa je Zeiss tudi pomembno prispeval k razvoju optike in k sodobnemu načinu izdelave leč. 

## Življenje in delo
Zeiss je svojo kariero začel pod mentorstvom Körnerja, dvornega dobavitelja in mehanika. Kasneje je obiskoval predavanja iz matematike, eksperimentalne fizike, antropologije, mineralogije in optike na Univerzi v Jeni. Po sedmih letih je odprl lastno delavnico, kjer je v skromnih razmerah začel izdelovati razne optične instrumente. Po smrti svojega mentorja, leta 1847, se je odločil, da bo začel bolj množično izdelovati mikroskope. Zaposlil je dva vajenca in se posvetil razvoju novih tehnologij na področju mikroskopov. Prvi izum je bil preprost mikroskop z eno lečo, namenjen razteleševanju. V prvem letu je prodal 23 teh izdelkov in se posvetil izdelavi bolj zapletenih mikroskopov. Prvi tak izdelek je dobil ime Stand I, na tržišču pa se je pojavil leta 1857. 
Že leta 1861 je Zeiss za svoje izdelke dobil zlato medaljo na Turingijski industrijski razstavi. Njegovi mikroskopi so takrat že veljali za najboljše znanstvene pripomočke v Nemčiji. Njegovo podjetje je takrat že zaposlovalo 20 ljudi in se je še širilo. Leta 1866 je podjetje prodalo svoj tisoči mikroskop. 
Čez nekaj let, ko je Zeiss mislil, da je njegovo podjetje doseglo vrhunec, je spoznal fizika Ernsta Karla Abbeja. Ta je s svojim znanstvenim delom v optiki omogočil nadaljnji razvoj Carl Zeissove tovarne v Jeni. Leta 1873 je raziskal ločljivost mikroskopa in ga izboljšal. Konstruiral in dodelal je mnoge optične inštrumente: refraktometer, daljnogled s prizmami, objektive za fotokamero, daljinometer, itd.
Kasneje je sodelovanje z Friedrichom Ottom Schottom, 30-letnim kemikom, specializiranim za steklo, tovarna dosegla nov vzpon, saj je Schott razvil povsem novo vrsto stekla, ki je omogočala poln izkoristek Abbejevega sinusnega pogoja. Z novim steklom in inovativno metodo vstavljanja vode med leče mikroskopa je Carl Zeiss izdelal povsem nov apokromatski okular za mikroskop, pri katerem je bilo barvno popačenje minimalno. 
Kasneje se je v družinsko podjetje vključil tudi Carlov sin, po smrti Carla Zeissa pa se je v letu 1889 podjetje preimenovalo v Carl-Zeiss-Stiftung.

## Publikacije
- Auerbach, Das Zeisswerk und die Carl Zeiss-Stiftung in Jena (tretja izdaja, Jena, 1907)